# Testwiki
Testwiki（テストウィキ）はWikimediaプロジェクトの一種である。

## 概要
ウィキペディアを始めとしたウィキメディアプロジェクトにおいてはフリーのウィキソフトウェアであるMediaWikiが使用されている。ウィキメディアのプロジェクトサイトでは常に最新のMediaWikiを使用することになっているが、実際に各プロジェクトに配布する前に、最新のMediaWikiに異常が無いかをテストするための場所がTestwikiである。Testwikiの利用によって、他のWikiに影響を与えず新しいソフトウェアのテストができるようになっている。
このウィキのロゴはウィキペディアのロゴを黒くしたものである。